# Cleidothaerus
Cleidothaerus is een geslacht van tweekleppigen uit de  familie van de Cleidothaeridae.

## Geslachten
- Cleidothaerus albidus (Lamarck, 1819)
- Cleidothaerus pliciferus (Odhner, 1917)